# شفابمونشن
شوابمونشن (بالألمانية: Schwabmünchen) هي بلدة ألمانية تقع في ألمانيا في آوغسبورغ.

## أعلام
- توماس ماير
- ماريا بلوم
- الكسندر ليون